# Kavče
Kavče – wieś w Słowenii, w gminie miejskiej Velenje. W 2018 roku liczyła 517 mieszkańców. 